# Кент (королевство)
Королевство Кент (др.-англ. Cantwara rīce, лат. Regnum Cantuariorum) — одно из семи королевств так называемой англосаксонской гептархии, основанное ютами в Юго-Восточной Англии.

## История

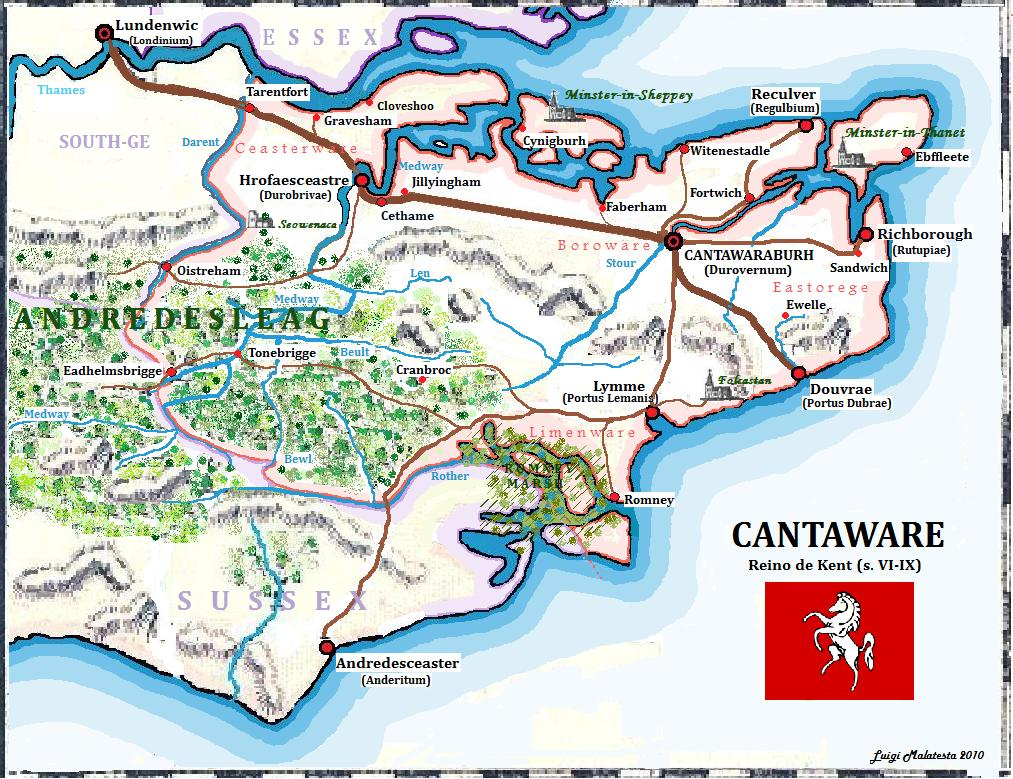
Карта королевства Кент

Кент, или Кантия, первое «варварское» королевство, основанное около 475 года н. э. в Британии выходцами из северной Германии. Кент, названный по имени коренного бриттского племени кантиев, существовал задолго до «великого вторжения англосаксов» и ранее являлся постримским британским графством, а ещё ранее племенным королевством кельтов железного века. Его преобразование в «английское» королевство началось после того, как король Британии Вортигерн изгнал последнего местного британского правителя Гуйангона и отдал Кент предводителю варваров Хенгисту. Один из сильнейших бриттских вождей Вортигерн не мог самостоятельно справиться с набегами скоттов и пиктов, которые начались после ухода римских легионов из Британии, ввиду сложившейся ситуации он призвал Хенгиста и Хорса в 449 году для помощи в борьбе с пиктами и скоттами, взамен обещая снабжать их одеждой и припасами, а также предоставил им остров Танет. Но со временем в Британию начало прибывать всё больше германцев и Вортигерн уже был не способен выполнять оговоренные ранее условия. В 455 году Хенгест и Хорс обернули своё оружие против бриттов объединившись с пиктами, в битве при Броде Эгеля Хенгест победил, но в битве пал его брат Хорс. Ко времени смерти Хенгиста варвары полностью овладели Кентом (488). Столицей этого государства был город Кентербери. Населён преимущественно ютами.
Большая часть королевства Кент находилась на территории современного графства Кент.